# Sorell
Sorell is een plaats in de Australische deelstaat Tasmanië en telt 3606 inwoners (2006).